# Устецкий край
Устецкий край (чеш. Ústecký kraj) — административная единица Чешской республики, расположен на северо-западе исторической области Богемия. Площадь территории края составляет 5334 км² (6,8 % площади Чехии). В крае расположено 354 населённых пункта, в том числе 46 городов.
Административный центр края — Усти-над-Лабем.

## География
На границе с Германией расположены Рудные горы, Лабские песчаные горы и Лужицкие горы. Юго-восточная часть региона преимущественно равнинная с горой Ржип (Říp) и Чешской возвышенностью (České středohoří). Основные реки края — Лаба (Эльба) и её притоки: левые — Огрже (Ohře) и Билина (Bílina), правые — Плучнице (Ploučnice) и Каменице (Kamenice). В крае имеются источники минеральных вод.
Наивысшей точкой региона является гора Клиновец, вершина которой, тем не менее, расположена в Карловарском крае. Самая низкая точка поверхности края (одновременно являющаяся самой низкой точкой во всей Чехии) — 115 метров над уровнем моря — это поверхность Эльбы в Hřensko.
Примерно 50 % площади края используется для сельского хозяйства, леса занимают 30 % территории, водные поверхности 2 %.

## Население
По переписи население 2011 года в крае проживало 808 961 жителя (десятая часть населения Чехии). Плотность населения составляет 151,66 жителей на квадратный километр. При этом, большая часть населения сосредоточена в равнинной местности на юго-западе края. Рудные горы у границы с Германией являются малонаселенной местностью. Крупнейший город региона — это административный центр края Усти-над-Лабем (Ústí nad Labem) с населением 95 000 человек.

## Административное деление

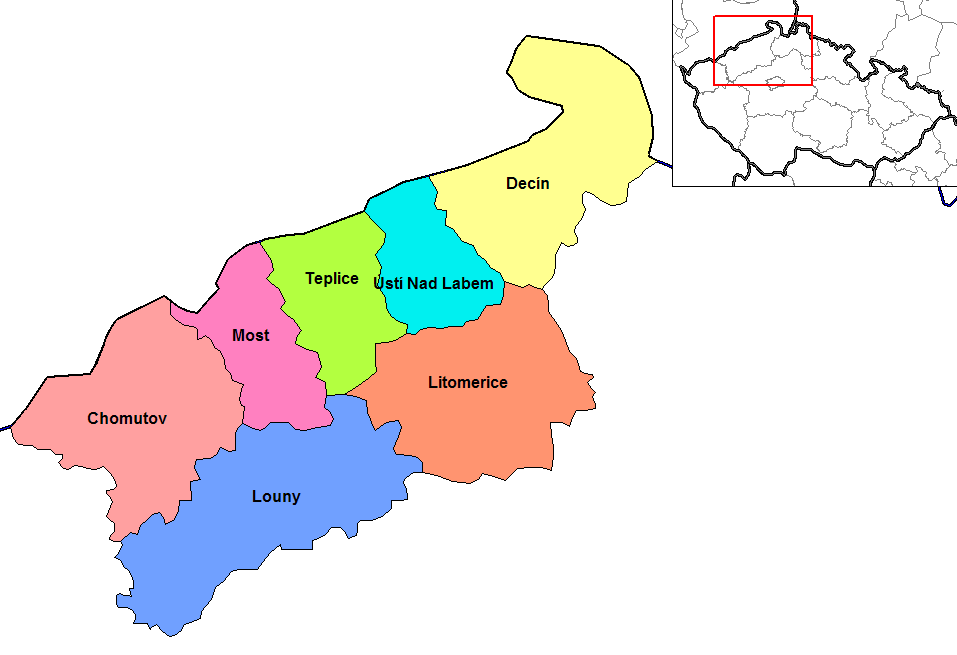
Административная карта края

Край делится на 7 районов.
| Район          | Площадь, км² | Население, чел. (2011) | Количество населённых пунктов |
| -------------- | ------------ | ---------------------- | ----------------------------- |
| Дечин          | 908,58       | 128 834                | 52                            |
| Хомутов        | 935,30       | 122 157                | 44                            |
| Литомержице    | 1032,16      | 117 278                | 105                           |
| Лоуни          | 1117,65      | 85 191                 | 70                            |
| Мост           | 467,16       | 111 775                | 26                            |
| Теплице        | 469,27       | 125 498                | 34                            |
| Усти-над-Лабем | 404,44       | 118 228                | 23                            |
| Итого          | 5334,56      | 808 961                | 354                           |

## Города
| город               | Население (31 декабря 2005) |
| ------------------- | --------------------------- |
| Усти-над-Лабем      | 94 298                      |
| Мост                | 67 805                      |
| Дечин               | 51 875                      |
| Теплице             | 51 010                      |
| Хомутов             | 50 027                      |
| Литвинов            | 27 056                      |
| Литомержице         | 23 909                      |
| Йирков              | 21 093                      |
| Жатец               | 19 517                      |
| Лоуни               | 18 841                      |
| Кадань              | 17 807                      |
| Варнсдорф           | 15 786                      |
| Билина              | 15 669                      |
| Кластерец-над-Огржи | 15 593                      |

## Экономика
Важную роль в экономике края играет добыча угля в местности, прилегающей к Рудным горам от города Усти-над-Лабем до города Кадань. Край также богат такими полезными ископаемыми как песок (используемый в производстве стекла и для строительных нужд) и строительный камень. В районах, расположенный у подножия Рудных гор (Хомутов, Теплице и частично — в районе Усти-над-Лабем) сосредоточены промышленные предприятия, представляющие горнодобывающую отрасль, машиностроение, химическую промышленность, энергетику и производство стекла. В районах Литомержице и Лоуни развито сельское хозяйство, в основном представленное овощеводством и возделыванием хмеля. В долинах Лабы и Огрже выращивают фрукты, отчего эта местность получила название Чешский Сад (Zahrada Čech). В окрестностях Литомержице производятся виноградные и плодовые вина.
В конце 2002 года в крае было зарегистрировано 156 000 предприятий, в том числе 113 000 предприятий малого бизнеса.
Международное экономическое сотрудничество развивается в двух еврорегионах. Еврорегион Эльба-Лаба на границе с Германией занимает площадь 5400 км² и включает районы Северной Чехии, Саксонской Швейцарии, часть Верхней Эльбы и юг Рудных гор (всего 214 чешских и 63 саксонских населённых пункта). Второй еврорегион — Рудные горы включает чешские районы Хомутов, Лоуни, Теплице и Мост.
Доля края в валовом национальном продукте Чехии составляет 6,5 % (на 31 декабря 2005 года).

## Транспорт
Автомагистраль D8 / E 55 связывает с 2006 года столицу края Усти-над-Лабем с Прагой и немецким городом Дрезден. Эта дорога является частью транс-европейского транспортного коридора, соединяющего Берлин со Стамбулом. Другие важные магистрали связывают Карловарский край вдоль Рудных гор с северными районами Либерецкого края, а также Германию с Прагой через Хомутов и Лоуни.
Регион располагает плотной железнодорожной сетью. Вдоль Эльбы проходит важный международный рельсовый путь Берлин - Дрезден — Усти-над-Лабем  - Прага - Брно - Вена- Будапешт. Другая значимая железнодорожная линия пересекает регион  вдоль Рудных гор.
Речные перевозки осуществляются по Эльбе, которая на всей территории края является судоходной и предоставляет возможность прямого водного сообщения до Северного моря.

## Туризм
Территория Устецкого края была густо населена ещё во времена раннего средневековья, в связи с чем в регионе имеется большое количество исторических памятников. К самым известным принадлежат романская ротонда на горе Ржип, готическая церковь в городе Мост, замок Духцов (Duchcov) в стиле барокко, монастыри Осек  и Доксани, средневековые замки Плосковице (Ploskovice), Либочовице (Libochovice), исторический замок Кышперк (чеш. Kyšperk) и старые кварталы городов Уштек (Úštěk), Руднице-над-Лабем (Roudnice nad Labem)  и епископского города Лайтмерица. В городе Терезин находится музей жертв концлагеря Theresienstadt.
Несмотря на высокий уровень индустриализации регион располагает большими природными богатствами, в числе которых Богемская Швейцария и долина Эльбы.
На территории Устецкого края находится ряд охраняемых природных объектов: национальный парк Чешская (Богемская) Швейцария (České Švýcarsko), ландшафтные заповедники Лабске писковце (Labské pískovce, Лабские песчаные горы), Лужицкие горы, (Lužické hory), Кокоржинско (Kokořínsko), а также 136 природных заповедников и памятников природы.
В Рудных горах и Лужицких горах развиты зимние виды спорта, в том числе горнолыжный.